# Wild Style
Wild Style foi o primeiro filme de hip hop da história. Dirigida por Charlie Ahearn, a película foi lançada nos cinemas em 1983 pela First Run Features. Entre as pessoas que participaram da produção se encontram Fab Five Freddy, Lee Quinones, o Rock Steady Crew, The Cold Crush Brothers, Patti Astor, Sandra Fabara e Grandmaster Flash.

## Trilha sonora
1. Military Cut – Scratch Mix by DJ Grand Wizard Theodore
2. MC Battle – Busy Bee Vs. Rodney Cee
3. Basketball Throwdown – Cold Crush Brothers Vs. Fantastic Freaks
4. Fantastic Freaks At The Dixie - Fantastic Freaks
5. Subway Theme – Scratch Mix by DJ Grand Wizard Theodore (Previously Unreleased)
6. Cold Crush Brothers At The Dixie – Cold Crush Brothers
7. Busy Bee's Limo Rap – Busy Bee
8. Cuckoo Clocking (previously unreleased)
9. Stoop Rap – Rodney Cee & KK Rockwell aka Double Trouble
10. Double Trouble At The Amphitheatre – Double Trouble
11. South Bronx Subway Rap – Grandmaster Caz (Original Version)
12. Street Rap by Busy Bee – Busy Bee (Previously Unreleased)
13. Busy Bee At The Amphitheatre – Busy Bee
14. Fantastic Freaks at The Amphitheatre - Fantastic Freaks
15. Gangbusters – Scratch Mix by DJ Grand Wizard Theodore
16. Rammellzee & Shock Dell At The Amphitheatre – Rammellzee & Shock Dell
17. Down By Law – Fab 5 Freddy (Previously Unreleased)

Edição do 25o aniversário
Disco 2:
1. Wildstyle Lesson - Kev Luckhurst aka Phat Kev
2. Limousine Rap (Crime Don't Pay Mix) - Wild Style Allstars
3. Basketball Throwdown (Dixie: Razorcut Mix) Cold Crush Brothers vs. Fantastic Freaks
4. Stoop Rap (LP Version South Bronx Mix) - Double Trouble
5. Street Rap (Subway Mix) - Busy Bee
6. Stoop Rap (Film Version) Double Trouble
7. B Boy Beat (Instrumental) - Wild Style Allstars
8. Yawning Beat (Instrumental) - Wild Style Allstars
9. Crime Cut (Instrumental) - Wild Style Allstars
10. Gangbusters (Instrumental) - DJ Grand Wizard Theodore
11. Cuckoo Clocking (Instrumental) - Fab 5 Freddy
12. Meetings (Instrumental) - Wild Style Allstars
13. Military Cut (Instrumental) - DJ Grand Wizard Theodore
14. Razor Cut (Instrumental) - Wild Style Allstars
15. Subway Theme (Instrumental) - DJ Grand Wizard Theodore
16. Busy Bees (Instrumental) - Busy Bee
17. Down By Law (Instrumental) - Fab 5 Freddy
18. Baby Beat (Instrumental) - Wild Style Allstars
19. Jungle Beat (Instrumental) - Wild Style Allstars
20. Wild Style Scratch Tool - Kev Luckhurst aka Phat Kev